# Яндринська Анастасія Миколаївна
Анастасія Миколаївна Яндринська (1905, місто Баку, тепер Азербайджан — 2 вересня 1955, місто Харків) — українська радянська діячка, заступник голови Харківського міськвиконкому, 1-й секретар Дзержинського райкому КПУ міста Харкова, секретар Харківського міського комітету КПУ. Член ЦК КПУ у вересні 1952 — березні 1954 року.

## Біографія
Народилася в родині робітника нафтових промислів у місті Баку. Батько рано помер.
З 1920 року працювала найманою робітницею. Навчалася в школі в Баку. У 1920 році вступила до комсомолу.
З 1927 року — голова місцевого комітету (місцевкому) лікарні, завідувачка культмасового відділу Центрального правління профспілки «Медсанпраця» в місті Баку.
Член ВКП(б) з 1932 року.
У 1937 році закінчила Ленінградський інженерно-економічний інститут імені Молотова.
З 1937 року працювала інженером-економістом на підприємствах.
У 1940—1941 роках — інструктор Харківського міського комітету КП(б)У.
Під час німецько-радянської війни, з 1941 по 1944 рік перебувала в евакуації в Казахській РСР. Працювала заступником начальника політичного відділу машинно-тракторної станції, завідувачкою відділу пропаганди і агітації Щучинського районного комітету КП(б) Казахстану. У 1944 році повернулася до Харкова.
На 1946—1948 роки — завідувач організаційно-інструкторського відділу Харківського міського комітету КП(б)У.
На 1950 рік — заступник голови виконавчого комітету Харківської міської ради депутатів трудящих.
На грудень 1950—1952 роки — 1-й секретар Дзержинського районного комітету КПУ міста Харкова.
У листопаді 1952 (затв. у лютому 1953) — 2 вересня 1955 року — секретар Харківського міського комітету КПУ.
Померла 2 вересня 1955 року після важкої хвороби в місті Харкові.

## Нагороди
- медаль «За доблесну працю у Великій Вітчизняній війні 1941—1945 рр.»
- медаль «За трудову доблесть» (23.01.1948)